# Rejs (film)
Rejs – polska czarno-biała komedia filmowa z 1970 roku w reżyserii Marka Piwowskiego, według scenariusza napisanego wspólnie z Januszem Głowackim, Andrzejem Barszczyńskim oraz Jerzym Karaszkiewiczem.
Tematem filmu jest rejs statkiem wycieczkowym Wisłą, podczas którego osobnik podający się za instruktora kulturalno-oświatowego (Stanisław Tym) stopniowo podporządkowuje sobie pasażerów, organizując szereg różnorodnych gier i zabaw, które wprawiają wycieczkowiczów w niedający się pohamować entuzjazm.
Film zasłynął jako jeden z pierwszych polskich filmów pełnometrażowych zrealizowanych metodą improwizacji. Brawurowo wyreżyserowany film, który okazał się gorzką satyrą na społeczeństwo polskie po wydarzeniach marcowych 1968 roku, został brutalnie potraktowany przez cenzurę komunistyczną. Otrzymawszy najniższą kategorię artystyczną, Rejs był dystrybuowany jedynie w kinach studyjnych, w których jednak natychmiast osiągnął ogromną popularność. Współcześnie Rejs funkcjonuje w społecznym obiegu jako film kultowy, który pomógł zaistnieć aktorsko nie tylko Tymowi, ale również duetowi Zdzisław Maklakiewicz – Jan Himilsbach.

## Fabuła
Na pokład statku wycieczkowego, który ma odbyć rejs po Wiśle, dostają się dwaj pasażerowie na gapę. Jednego z nich kapitan bierze za instruktora kulturalno-oświatowego. Zdezorientowany gapowicz, wcielając się w kaowca, zaczyna wczuwać się w rolę. Na pokładzie znajdują się też m.in. inżynier Mamoń i jego żona Krystyna. Witają się z innym pasażerem, Sidorowskim, który przed chwilą utracił w niefortunnych okolicznościach planowaną do spożycia kiełbasę. Sidorowski przedstawia swą żonę Mamoniom. Sidorowski opowiada Mamoniom: „mam aparat Zorka 5. Zrobiłem kilka zdjęć”, natomiast Mamoń monologuje na temat „pustki” polskich filmów w porównaniu z filmami zagranicznymi.
Fałszywy kaowiec, początkowo nieśmiały, zostaje przedstawiony kapitanowi. Po niezręcznej wymianie słów z pasażerami odrzuca prośbę Sidorowskiego o zamianę łóżka. O głos prosi niewyraźnie mówiący poeta, którego wynurzenia kaowiec tłumaczy pasażerom w zniekształconej formie. Uczestniczący w rejsie marynarz zwraca uwagę na przesyt wydarzeń kulturalnych rozrywkami intelektualnymi, żądając więcej rozrywek sportowych. Propozycje pasażerów schodzą na organizację polityczną; trwa debata na temat założenia rady rejsu (kaowca na przewodniczącego rady wybiera filozof, który sam zostaje mianowany przez kaowca) i wybór metody głosowania.
Podczas postoju kaowiec ustala z filozofem i poetą plany przyszłych rozrywek kulturalnych. Już na pokładzie pasażerowie debatują nad tym, czy pozwolić śpiewakowi na zanucenie piosenki przy kapitanie; filozof podkreśla konieczność położenia nacisku na taniec, a inżynier Mamoń deklaruje, że podobają mu się tylko piosenki, które „dobrze zna”. Kolejną śpiewaczkę kaowiec poucza, by ta nie kończyła przyśpiewki słowami „spotkamy się w niebie”. Podczas gdy trwają próby śpiewu, kaowiec otrzymuje od poety donos na obecność w damskiej ubikacji napisu „głupi kaowiec”. Później grupa pasażerów upija się z kaowcem, który krytykuje smutne interpretacje śpiewu młodzieńca Józia i forsuje własną wizję. Pada propozycja, by Józio został przeniesiony do sekcji gimnastycznej. Uczestniczy w niej też filozof, który skarży się przed kaowcem, że nie chce być „jednocześnie twórcą i tworzywem”. Inicjuje grę w salonowca, klepiąc kaowca po pośladkach, za co zostaje kilkakrotnie przezeń skarcony.
Pogrążoną w marazmie wycieczkową mikrospołeczność ogarnia entuzjazm do wspólnej zabawy. Organizują więc teleturniej, wspólną gimnastykę a następnie bal maskowy, na którym tężyzna fizyczna ma odgrywać – obok kultury i sztuki – najważniejszą rolę. Wydarzenia przybierają niebezpieczny obrót, ale organizatorzy nie są w stanie powstrzymać przebiegu zdarzeń, a fałszywy kaowiec upaja się coraz większą władzą nad wycieczkowiczami. Na podstawie donosów poety Sidorowski i inżynier Mamoń otrzymują reprymendę za pobyt w damskiej ubikacji; kaowiec arbitralnie usuwa Mamonia z rady rejsu, mimo że ten przyniósł towarzystwu kilka butelek piwa. Samego Józia karci za śpiewanie piosenki „sto lat” bez entuzjazmu. Końcówka filmu przedstawia wszystkich pasażerów statku w kostiumach balowych, a sam statek odpływa i znika z kadru.

## Obsada
Źródło: Filmpolski.pl

- Stanisław Tym jako fałszywy kaowiec
- Zdzisław Maklakiewicz jako inżynier Mamoń
- Wanda Stanisławska-Lothe jako Krystyna Mamoniowa
- Jan Himilsbach jako Sidorowski
- Irena Iżykowska jako Sidorowska
- Andrzej Dobosz jako filozof
- Ryszard Pietruski jako kapitan
- Feridun Erol jako marynarz
- Jolanta Lothe jako dziewczyna przechadzająca się w strojach kąpielowych
- Jerzy Dobrowolski jako kolega kaowca
- Maciej Michalak
- Janusz Kłosiński jako śpiewak Józiu
- Leszek Kowalewski jako poeta
- Wojciech Pokora jako uczestnik rejsu
- Roman Suszko jako brodacz
- Wacław Antczak jako członek komisji konkursowej
- J. Bezamson
- Eugeniusz Gajewski jako członek komisji konkursowej
- Maria Gęsicka jako pani Misia
- Wawrzyniec Trybała-Olszewski jako śpiewak
- J. Piekarski
- A. Sobczyk jako sędzia
- Roman Sokołowski jako uczestnik zgaduj-zgaduli
- Piotr Pietrzyk jako uczestnik zgaduj-zgaduli
- Tomasz Lengren (niewymieniony w czołówce)
- Zofia Czerwińska (niewymieniona w czołówce)
- Jerzy Karaszkiewicz jako wędkarz

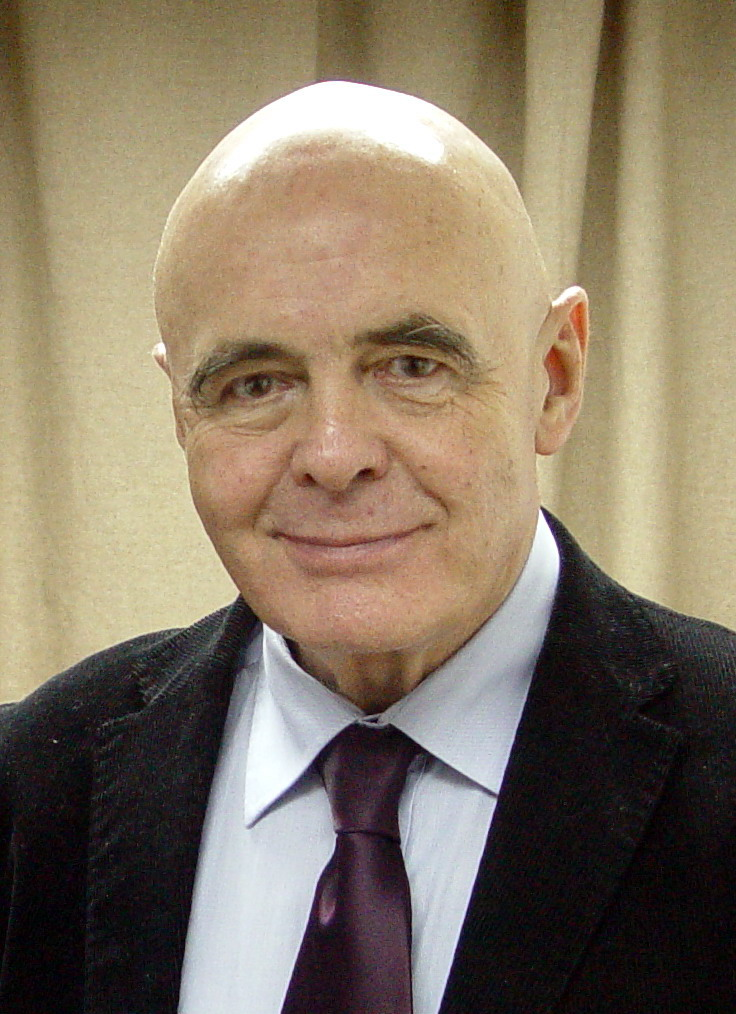
Stanisław Tym (2010), odtwórca roli kaowca
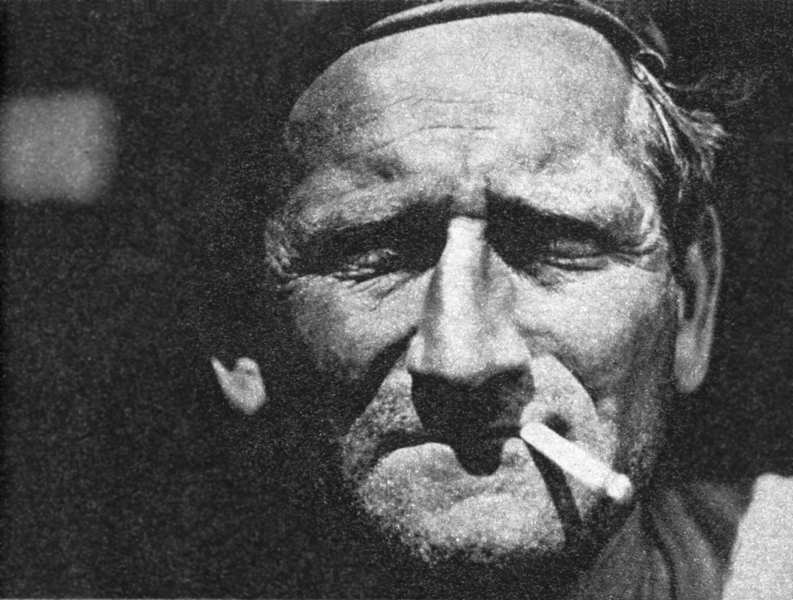
Jan Himilsbach (1971), odtwórca roli Sidorowskiego
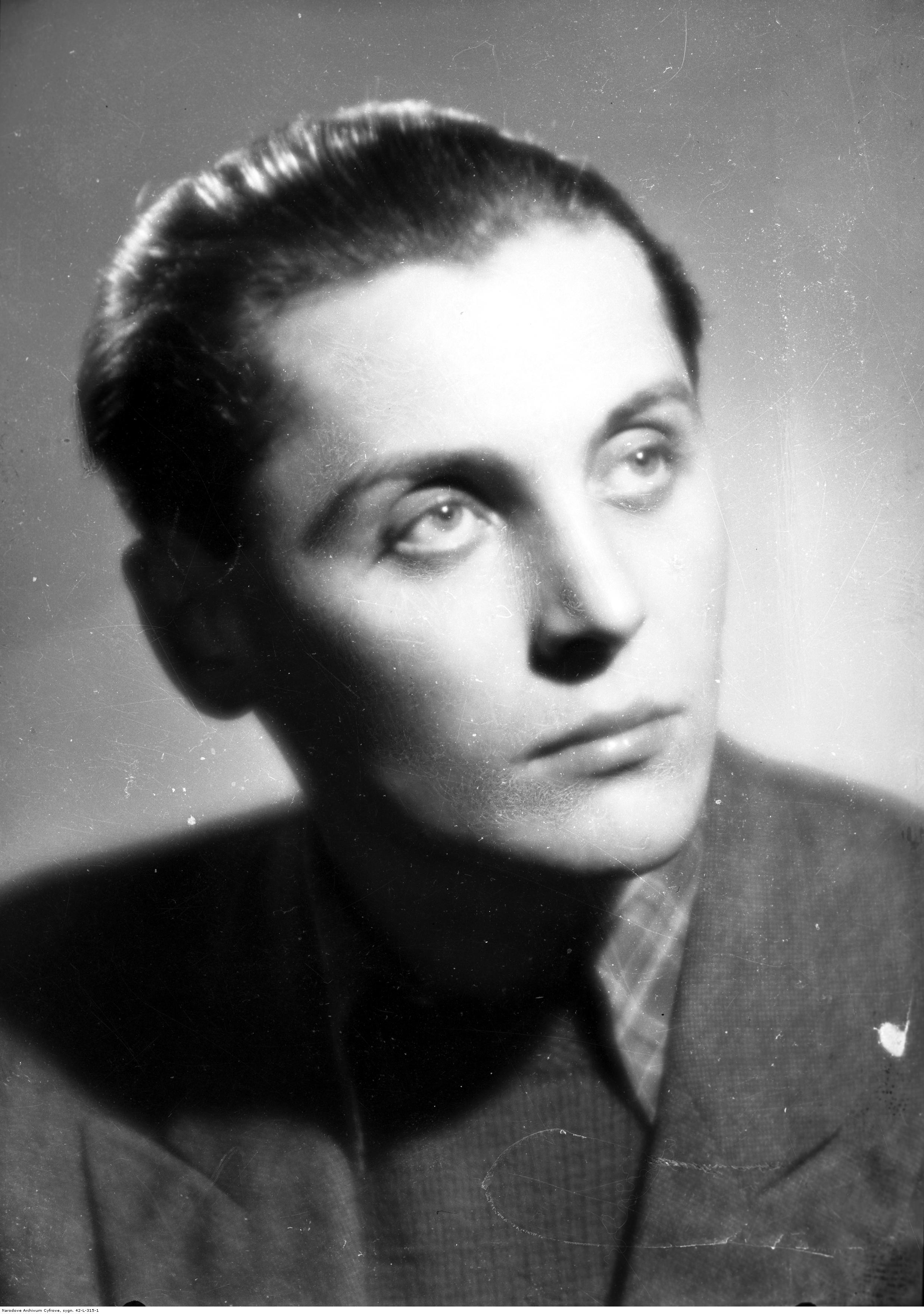
Zdzisław Maklakiewicz (data zdjęcia nieznana), odtwórca roli inżyniera Mamonia

## Produkcja

### Pomysł i scenariusz

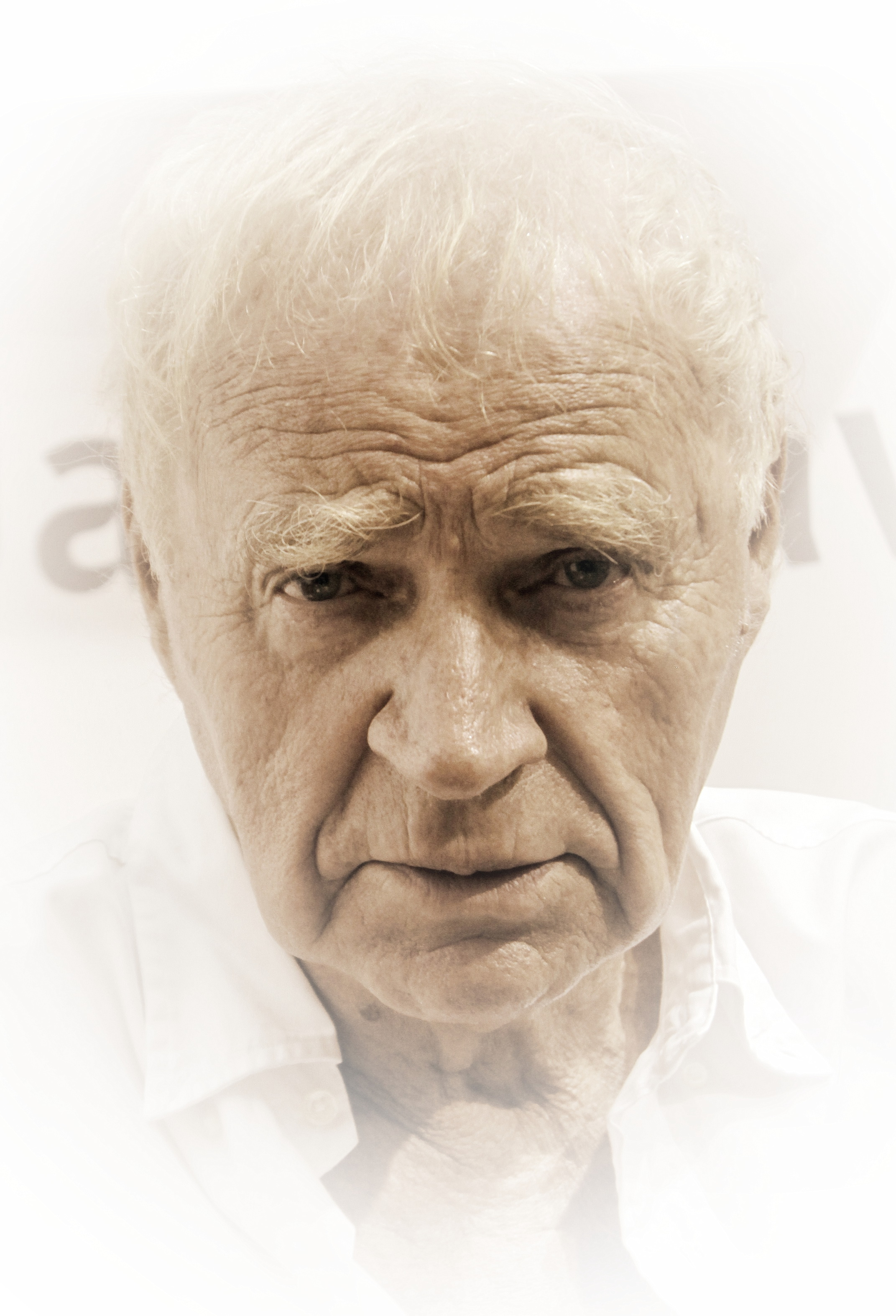
Janusz Głowacki, współautor scenariusza (2011)

Na pomysł nakręcenia Rejsu wpadli dwaj przyjaciele, reżyser Marek Piwowski i scenarzysta Janusz Głowacki. Pierwotny scenariusz, jaki wysłali do Komisji Ocen Scenariuszy, znany jest w kilku wersjach, zachowana jednak wersja licząca 52 strony maszynopisu nie ma wiele wspólnego z filmem w ostatecznej postaci. Scenariusz miał uśpić czujność cenzury, toteż pierwsze słowa maszynopisu brzmią następująco: „Letni słoneczny poranek nad Wisłą. Brygada złożona z czterech spawaczy kończy nocną zmianę”. W istocie celem Piwowskiego i Głowackiego było nakręcenie komedii rozgrywającej się na statku wycieczkowym płynącym Wisłą (dopiero w fazie kręcenia został on nazwany „Neptunem”). Scenariusz, oprócz Piwowskiego i Głowackiego, podpisali również Andrzej Barszczyński i Jerzy Karaszkiewicz. Karaszkiewicz wspominał, że ideę filmu o statku osiadającym na mieliźnie jako symbolu Polski Piwowski zaproponował Karaszkiewiczowi i Barszczyńskiemu podczas luźnego spotkania pod hotelem Bristol, a następnie ta trójka udała się do mieszkania Głowackiego, aby dalej rozpisywać koncepcję. Scenariusz zamykała scena zabawy w salonowca, kończąca się słowami: „W ostrym świetle groteskowo rysuje się postać wypiętego kaowca”.
Cenzura łagodnie obeszła się ze scenariuszem: zarekomendowano szereg poprawek z wyłączeniem sceny zabawy w salonowca, na której sfilmowanie zezwolił sam minister kultury i sztuki. Zespół Filmowy „Tor”, pod kierownictwem Antoniego Bohdziewicza, debatując nad projektem między połową czerwca 1968 roku a wiosną 1969 roku, potraktował go jako łagodną groteskę z elementami satyrycznymi, nie zaś jako ostry pamflet, którym Rejs miał być w przyszłości. Andrzej Barszczyński, współscenarzysta filmu i operator kamery, w wywiadzie dla „Nowej Trybuny Opolskiej” w 2002 roku stwierdził: „największą klęską w walce z cenzurą nie były sceny wycięte, lecz te, które musieliśmy dopisać”. Barszczyński wspominał, że początkowo scenariusz zakładał brak jakiegokolwiek kapitana na pokładzie, lecz pod presją cenzury scenarzyści dopisali ową postać.

### Zdjęcia i obsada
Zdjęcia do Rejsu rozpoczęły się 10 lipca 1969 roku na parostatku „F. Dzierżyński”, który był ruchomym planem zdjęciowym. Ekipa filmowa otrzymała do dyspozycji kamerę Arriflex 35 mm, zamocowaną na statywie i umieszczoną w dźwiękochłonnej obudowie. Ze względu na niewielki budżet zdjęcia kręcono na taśmie czarno-białej. Ujęcia na statku musiały odbywać się przy wyłączonych maszynach – ze względu na wywoływany przez nie hałas. Według Barszczyńskiego, najwięcej problemów podczas nagrywania stwarzały zbliżenia. Ekipa otrzymała jedyny wówczas dostępny obiektyw zmiennoogniskowy, jednakże zdjęcia z niego wychodziły nieostre, ponieważ był zbyt rozregulowany. Na użytek filmu ekipa wymyśliła patent roboczo nazywany „tureckim zoomem”, który polegał na tym, że to sami aktorzy zbliżali się do kamery, kiedy trzeba było symulować zbliżenie.
Piwowski, mimo skromnego budżetu, nie zamierzał jednak realizować scenariusza zgodnie z wytycznymi. Spora część scen została więc zaimprowizowana. Improwizacji sprzyjał dobór aktorów. Piwowski w większości ról obsadził naturszczyków lub aktorów profesjonalnych, aczkolwiek nieznanych szerokiej publiczności. Zdaniem Andrzeja Barszczyńskiego „scenariusz był dość precyzyjny, choć pracując z naturszczykami należało liczyć się z niespodziankami”. Wyeksponowaniu uległy szczególnie role Ryszarda Pietruskiego (kapitana statku), Stanisława Tyma, Jana Himilsbacha oraz Zdzisława Maklakiewicza. Słynna scena dyskusji Maklakiewicza i Himilsbacha została najpierw zaimprowizowana przez tego pierwszego w SPATiFie, a następnie rozwinięta przez Piwowskiego i Głowackiego. Dalsza część improwizacji odbyła się już na planie filmowym. Himilsbach nie uczestniczył w tworzeniu tej sceny ze względu na zakaz wstępu do lokalu wydany przez jego szefa o nazwisku Sidorowski. Nie znając jej, podczas filmowania złośliwie nazwał odgrywanego bohatera właśnie Sidorowskim. Rolę instruktora kulturalno-oświatowego miał zagrać Bogumił Kobiela, lecz pierwszego dnia zdjęć zmarł w wyniku wypadku samochodowego. Zdjęcia zakończyły się wczesną jesienią 1969 roku.
Z olbrzymiego materiału filmowego, liczącego 34 tysiące metrów, reżyser w ostatecznej fazie montażu wykorzystał jedynie 1855 metrów – film liczył zatem 65 minut. Jego ostateczną wersję poprzedził montaż dwóch poprzednich – liczących odpowiednio – 3 godziny oraz 1,5 godziny, z których jednak Piwowski nie był zadowolony. Do tego doszły naciski ze strony władz, które zrozumiały potencjalnie wywrotowy charakter filmu. Według Barszczyńskiego: „Kiedy z Piwowskim, Głowackim, Tymem i innymi zaczynaliśmy ten film, decydenci wiedzieli, że nie kochamy socjalizmu”. Cenzura wycięła część scen, a obecnie znanej wersji Rejsu przyznano najniższą, czwartą kategorię artystyczną. Tytuł został skierowany do studyjnego obiegu, a wykonano jedynie dwie kopie projekcyjne. Premiera filmu odbyła się 19 października 1970 roku, przy czym seans filmowy uzupełniał reportaż Apetyt na czereśnie produkcji WFO (który wcześniej był dystrybuowany jako dodatek do Strasznych skutków awarii telewizora).

### Muzyka
Na muzykę do Rejsu składają się zarówno cytaty muzyczne, jak i muzyka oryginalna autorstwa Wojciecha Kilara. W utworze Piwowskiego wykorzystano ironiczne cytaty z takich szlagierów, jak Historia jednej znajomości (muzyka Krzysztofa Klenczona, słowa Jerzego Kosseli) i fragmenty muzyki ludowej. Zdaniem Marka Hendrykowskiego cytaty muzyczne były drwiną z oficjalnej polityki kulturalnej, polegającej na usypianiu zbiorowej świadomości obywateli kiczowatymi piosenkami i folklorem (zwłaszcza po wydarzeniach marcowych 1968 roku). Poziom ówczesnej świadomości zbiorowej demaskowały dyskusje domorosłych znawców muzyki. Kilar dodał do ścieżki dźwiękowej świadomie pompatyczne brzmienia stylizowane na marsze wojskowe i piosenki patriotyczne (wraz z ich „zwodniczym kiczem”), które w ostatniej sekwencji miały obrazować grozę życia pomarcowego. Lejtmotywem filmu jest ironiczna, nieśpieszna melodia gitary hawajskiej.

## Odbiór

### Recenzje i odbiór widowni
Rejs w chwili premiery nie został zrozumiany przez krytyków; przeważały negatywne recenzje. Jak pisał Krzysztof Mętrak, „w oficjalnym systemie produkcji powstał film pozbawiony zwyczajowej legitymacji prawomyślności i zarazem urągający regułom utworu »dobrze zrobionego«”. Antoni Bohdziewicz już w trakcie prac zdjęciowych zrezygnował z opieki artystycznej nad filmem, z niechęcią przyjmując niefrasobliwość reżysera w odchodzeniu od pierwotnych założeń scenariusza, choć samemu filmowi w momencie premiery źle nie życzył. Alicja Helman pisała, że Rejs to „brulion utalentowanego reżysera tryskającego inwencją i pomysłami, ale zarazem klasyczny przypadek »ucznia czarnoksiężnika«, który nie zna całości magicznej formuły i nie ma władzy nad żywiołem, który rozpętał”. Janusz Gazda w recenzji dla „Ekranu” wyrażał wprawdzie sympatię wobec filmu, lecz uznał go ostatecznie za „utwór za mało spójny”. Bożena Janicka w swej recenzji na łamach „Filmu” uznała film za pasujący „bardziej do projektu, brulionu, niźli gotowego utworu”, ale doceniła próbę odświeżenia formuły przez reżysera. Stanisław Grzelecki wyrażał wprost oburzenie filmem, przyrównując dzieło Piwowskiego do „zgrywy żakowskiej”.
Natomiast publiczność studenckich kół filmowych, w których dystrybuowano Rejs, nie dostrzegała w nim uchybień realizacyjnych, które często stawiano Piwowskiemu jako zarzut. Tę dysproporcję pomiędzy odbiorem filmu przez krytyków a reakcją publiczności dostrzegł Andrzej Wajda, który początkowo nie doceniał filmu: „Od pierwszych minut towarzyszyła projekcji spontaniczna, pełna aprobaty i zrozumienia reakcja widowni, wybuchy śmiechu, oklaski”.

### Interpretacje
Przyczyny oddolnej popularności Rejsu krytycy upatrywali w trafnym uchwyceniu rzeczywistości Polski po wydarzeniach marcowych 1968 roku. Karolina Dabert, posługując się koncepcją filozoficzną Zygmunta Baumana, interpretowała film jako satyrę na system komunistyczny: „system ten, dążąc do uporządkowania świata, wytwarza jednocześnie klimat bezładu, płynności zasad i niedookreśloności praw”. Jerzy Płażewski wspominał film następująco: „Śmieliśmy się, bo ta karykatura była taka podobna! Do nas. A także do niezgrabnie meandrującej barki o nazwie PRL”. Marek Hendrykowski nazwał Rejs „filmem pomarcowym”, a Maciej Pietrzak uzasadniał ów sąd obecnością w filmie Piwowskiego satyry na antyinteligencki kurs władz komunistycznych. Pietrzak przytaczał jako argument słynną scenę gry w salonowca, podczas której wywód filozofa negującego konieczność uczestnictwa w zajęciach gimnastycznych zostaje przerwany klapsem ze strony kaowca – osoby reprezentującej strukturę władzy. Innym przykładem jest jedna z pierwszych scen, kiedy kapitan przy weryfikacji kaowca za pomocą kwestionariusza „zatrzymuje się przy rubryce »narodowość«, po czym kieruje wzrok ku twarzy swojego rozmówcy i uważnie mu się przygląda. W 1969 roku ten wydawałoby się drobny gest z pewnością przywoływał bardzo konkretne wspomnienia związane z antysemickim aspektem marcowej kampanii propagandowej”.
Hendrykowski dodawał, że Piwowski inspirował się twórczością czechosłowackiej Nowej Fali – z uwzględnieniem Miloša Formana, Jiřiego Menzla oraz Jana Němca. Badacz zauważył, że Rejs powinno się traktować podobnie jak filmy przytoczonych czeskich reżyserów – jako psychodramy (lub też socjodramy), nie zaś jako komedie sensu stricto. Tadeusz Lubelski twierdził, że Rejsowi daleko od komedii oświeceniowej, stąd też brak optymistycznego finału filmu: „Jakaś nieuchwytna granica została przekroczona, dawka trucizny zawartej w klimacie kultury okazała się zbyt silna – i przedstawiona zbiorowość pogrąża się w strasznym stanie skłócenia, intryg, fałszu i donosicielstwa”. Film był też interpretowany jako uniwersalna opowieść o niebezpieczeństwie postaw, „które opierają się na bierności, konformizmie, a przede wszystkim obezwładniającej rutynie”. Zdaniem Hendrykowskiego Rejs jest „formą zbiorowej terapii, która dawno opuściła ramy swego czasu, nie tracąc jednak swej aktualności i nie przestając działać na widza do dzisiaj”.

### Znaczenie
Rejs zapisał się w historii polskiego kina jako film kultowy. Wiele scen z filmu, na przykład sławny monolog Mamonia o filmach polskich („Nic się nie dzieje, proszę pana, nic. […] Bardzo niedobre dialogi są…”) weszło również do języka potocznego. Film stał się także inspiracją dla późniejszych twórców. Wpływ Rejsu zauważyć można w filmach Wniebowzięci (1972) i Jak to się robi (1973) Andrzeja Kondratiuka oraz Dziewczyny do wzięcia (1973) Janusza Kondratiuka. Rejs odegrał również rolę w ewolucji twórczości komediowej Stanisława Barei.

W 2002 roku w Prudniku (miasto zamieszkania Andrzeja Barszczyńskiego) powstał Prudnicki Związek Przyjaciół „Rejsu” (PZPR) prowadzony przez licealistów, do którego dołączyło ok. 250 osób.

Napisy z cytatami z filmu na 33. Festiwalu Polskich FIlmów Fabularnych w Gdyni
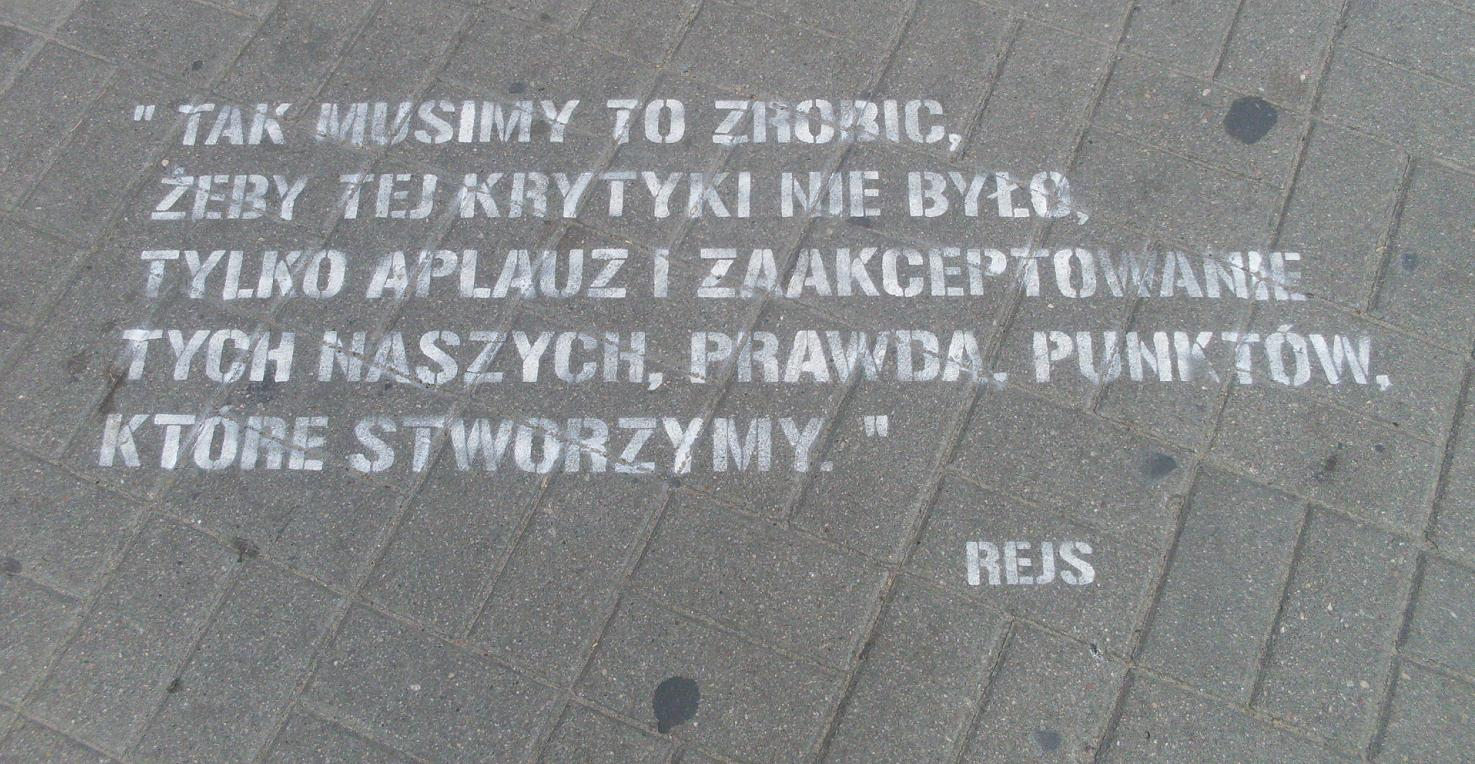
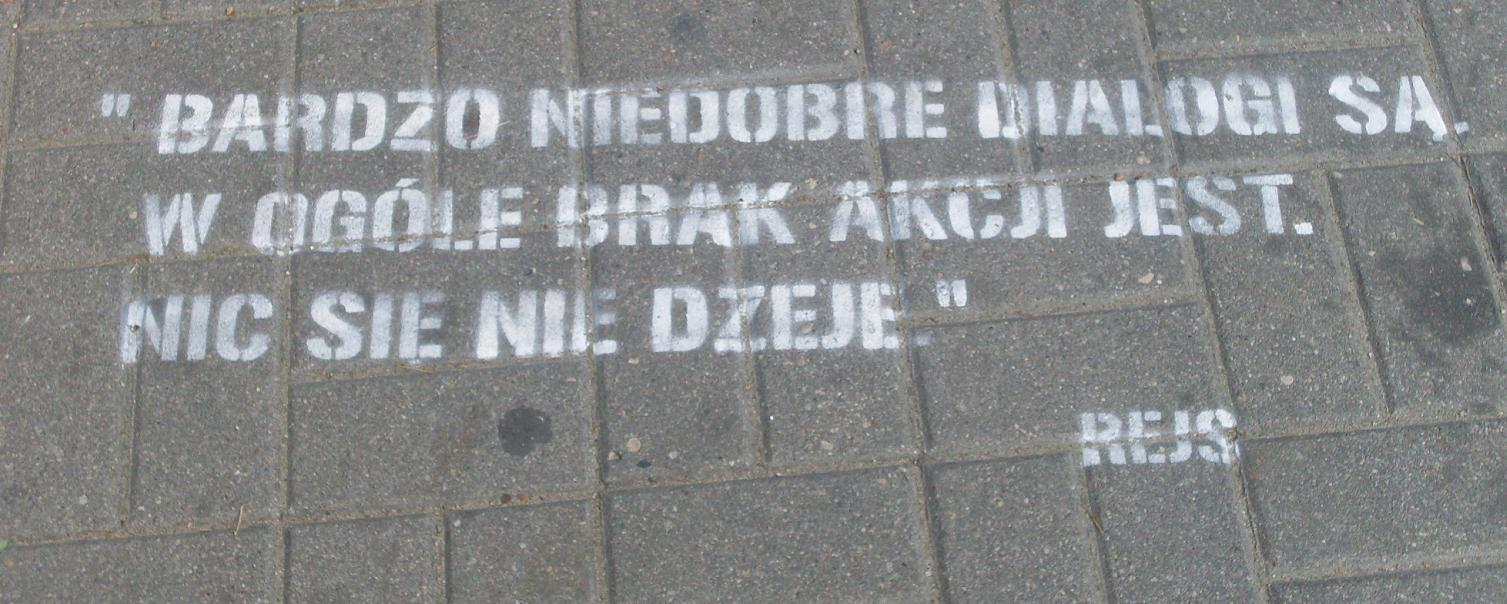
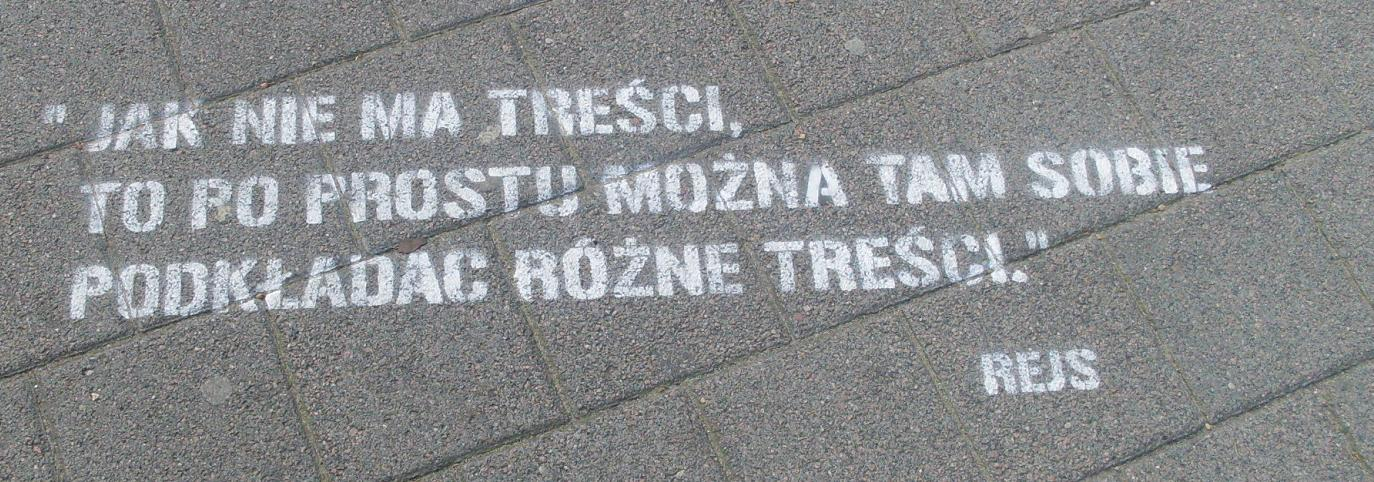
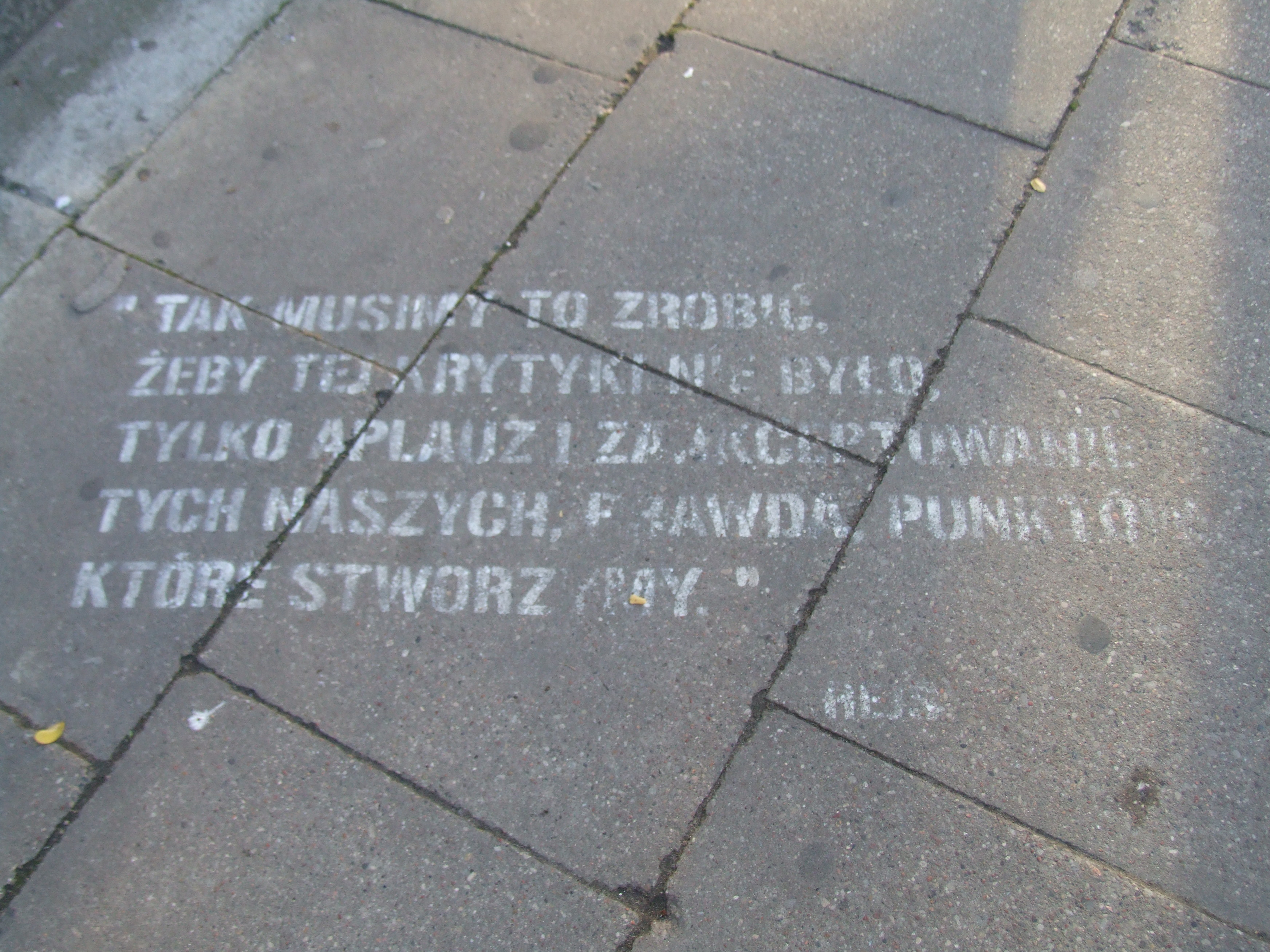
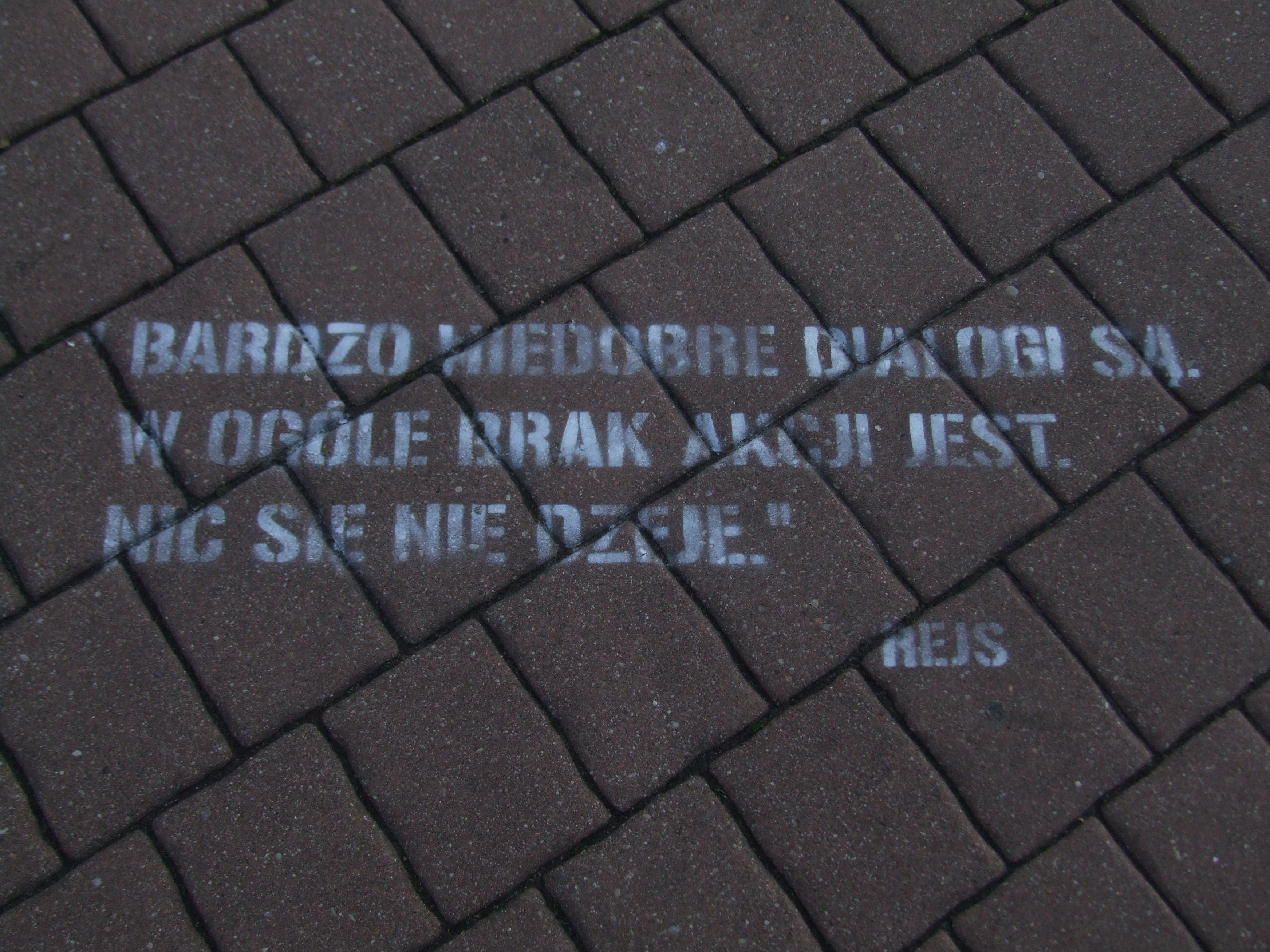

## Nagrody
- Samowar – nagroda DKF ’72[9]
- I miejsce w ankiecie tygodnika „Polityka” na koniec wieku – „Najciekawsze filmy polskie XX wieku”[9]